# Kurt Grote
Kurt Grote (n. 3 august 1973) este un înotător american, medaliat olimpic. A participat la o ediție a Jocurilor Olimpice (1996) în care a câștigat două medalii de aur.